# 旭化成
旭化成株式会社（あさひかせい、英: ASAHI KASEI CORPORATION）は、化学、繊維、住宅、建材、エレクトロニクス、医薬品、医療等の事業を行う日本の大手総合化学メーカーである。東京都千代田区有楽町の日比谷三井タワーに本社を置く。総合化学業界における国内売上高第3位。
戦前は日窒コンツェルンの一部だったが、日本の敗戦に伴う財閥解体により資本関係が絶たれ、1946年4月に日窒化学が旭化成工業と改名して、独立企業体として誕生した。第一勧銀グループ（現みずほ銀行系列）の三金会会員企業である。日経平均株価およびTOPIX Large70の構成銘柄の一つ。
旭化成グループは「マテリアル」「住宅」「ヘルスケア」を主要セグメントと位置付けている。旭化成の「旭」は前身の「旭絹織」に由来する。旭絹織の膳所工場近くの義仲寺に旭将軍木曽義仲の墓があることから、木曽義仲に肖ったものである。「化成」は『易経』に語源を持ち、「より良い方向へ変化、発展する」という意味である。なお、群馬県前橋市に本社を置く同名の法人があるが、関係性はない。コーポレートスローガンは、「Creating for Tomorrow」である。

## 沿革
- 1922年5月25日 - 旭絹織株式会社として創業。
- 1923年10月5日 - 日本窒素肥料株式会社が延岡で合成アンモニアの製造を開始。
- 1929年4月15日 - 日本ベンベルグ絹絲株式会社設立。
- 1930年12月4日 - 日本窒素火薬株式会社設立。
- 1931年
  - 4月18日 - 日本ベンベルグ絹絲株式会社延岡工場でベンベルグ生産開始。
  - 5月21日 - 延岡アンモニア絹絲株式会社設立。
- 1933年7月15日 - 延岡アンモニア絹絲株式会社は、日本ベンベルグ絹絲株式会社および旭絹織株式会社を合併し、社名を旭ベンベルグ絹絲株式会社と改称。
- 1943年4月5日 - 旭ベンベルグ絹絲株式会社は、日本窒素火薬株式会社を合併し、商号を日窒化学工業株式会社に変更。
- 1946年4月1日 - 商号を旭化成工業株式会社に変更。
- 1949年5月16日 - 東京証券取引所第1部に上場。
- 1950年9月21日 - 東京本社を千代田区有楽町に移転。
- 1952年7月19日 - 旭ダウ株式会社設立。
- 1958年5月6日 - 本店を大阪市北区堂島浜に移転。
- 1960年 - 「サランラップ」発売。
- 1976年4月1日 - 株式会社旭化成テキスタイル設立。
- 1982年10月1日 - 旭化成工業株式会社が旭ダウ株式会社を合併。
- 1990年9月27日 - 宮崎空港 - 延岡間で運航されていた同社の定期便が日向市で墜落。搭乗していた社員7人が死亡。
- 1992年1月1日 - 旭化成工業株式会社が東洋醸造株式会社を合併し「旭化成酒類事業部」を設立。
  - 同年 - 抗アレルギー剤（じんましん薬、鼻炎薬）「サットル」を発売。
- 1993年 - 抗アレルギー剤（風邪薬）「サットル総合感冒薬」を発売。
- 1994年10月1日 - 旭化成工業株式会社が株式会社旭化成テキスタイルを合併。
- 1996年
  - ウイスキー事業より撤退。
  - 「ジップロック」をライオン株式会社から販売開始。
- 1999年
  - 食品事業（同事業を扱う子会社含む）を日本たばこ産業株式会社へ譲渡。
  - 旭化成ワッカーシリコーン株式会社設立。
- 2000年 - チバ・スペシャルティ・ケミカルズとの合弁会社である旭チバ株式会社を完全子会社化。社名を旭化成エポキシ株式会社とする。
- 2001年
  - 1月1日 - 商号を旭化成株式会社に変更。英文名称もAsahi Chemical Industry Co., Ltd.からAsahi Kasei Corporationに変更。コーポレートアイデンティティ(CI)を導入し、「AsahiKASEI」ロゴを使用開始。和文ロゴも併用していたが、2008年に使用停止。
  - 蝶理株式会社および蝶理コム株式会社の株式を売却。
- 2002年 - 焼酎および低アルコール飲料事業をアサヒビール株式会社およびニッカウヰスキー株式会社へ譲渡。
- 2003年
  - 7月 - 清酒、合成清酒事業、および富久娘酒造株式会社の株式の総てをオエノンホールディングス株式会社へ譲渡。
  - 10月1日 - 吸収分割により主要7子会社に営業を承継させ、持株会社へ移行。旭化成ファーマ株式会社発足。
  - 11月 - 新日本ソルト株式会社および赤穂海水株式会社の株式を株式会社ソルトホールディングス（現在の日本海水）へ譲渡。
- 2005年4月1日 - 旭化成情報システム株式会社（現在のAJS株式会社）の株式51%をTIS株式会社へ譲渡。
- 2007年
  - 4月 - チッソ旭肥料株式会社の株式51%をチッソ株式会社へ譲渡。
  - 旭化成ライフ&リビングを旭化成ケミカルズへ統合し、6事業会社体制に変更。
  - 10月 - 旭化成メディカル株式会社・旭化成クラレメディカル株式会社を旭化成ファーマ株式会社から会社分割により承継、8事業会社体制に変更。
- 2008年
  - 5月 - 東京本社を千代田区神保町へ移転。
  - 12月 - 旭化成ホームズ株式会社にて、社員が合計285件の顧客情報を持ち出す個人情報流失事件が発生[8] 。
- 2009年
  - 4月 - 旭化成株式会社の一部・旭化成エレクトロニクス株式会社の電子材料事業を分割し、旭化成イーマテリアルズ株式会社を設立し、9事業会社体制に変更。
  - 5月 - 大阪本社を大阪市北区中之島に移転。
- 2010年8月3日：水島製造所のアンモニアとベンゼンの生産を停止することを発表[9]。
- 2012年
  - 4月1日 - 旭化成クラレメディカル株式会社を旭化成メディカル株式会社に統合。
  - 4月27日 - ゾール・メディカル社を買収し連結子会社化。
- 2014年10月 - 本社機能を東京に一本化、併せて登記上の本店所在地を東京に変更。
- 2015年10月15日 - 杭打ちデータ改ざん問題発覚。
- 2016年4月1日 - 旭化成ケミカルズ株式会社・旭化成せんい株式会社・旭化成イーマテリアルズ株式会社を吸収合併し、事業持株会社に移行[10][11]。
- 2018年9月3日 - 本社の東京ミッドタウン日比谷への移転完了[12][13]。
- 2020年
  - 2月21日 - 無許可でビラを電柱に貼ったとして、旭化成基盤マテリアル事業本部MMA事業部課長を市屋外広告物条例違反の疑いで逮捕[14]。
  - 3月6日 - OA機器・家電・自動車・雑貨などに用いられるスチレン系樹脂のAS樹脂・ABS樹脂・ACS樹脂事業からの撤退を発表。
  - 10月20日 - 半導体・集積回路を生産する関連会社・旭化成マイクロシステム延岡事業所で火災が発生、鎮火までに5日を要する大火事に発展[15]。操業を停止している半導体工場について、既存の建屋の復旧を断念[要出典]。2021年3月期連結決算で223億円の特別損失を計上するに至った[16]。
  - 10月28日 - 守山製造所（守山市）で6月に発生した製造ライン解体中の爆発事故（男性1名が死亡）について、大津労働基準監督署が、労働安全衛生法違反の疑いで、法人としての旭化成（東京都千代田区）と男性部長、向陽プラントサービスと同社現場代理人の男性を書類送検した[17]。
- 2021年5月13日 - アクリルラテックス事業および光触媒塗料事業から撤退し、和歌山工場を閉鎖すると発表[18]。
- 2022年5月22日 - 創業100周年。

## 社史・記念誌
- 旭化成30年の歩み（旭化成工業、1953年発行）25ページ。
- 旭化成80年史本編・資料編（旭化成、2002年12月発行）807ページ・199ページ。
- 旭化成100年史 2021 - 2020 本編+資料編・旭化成80年史入りDVD付き完遂（旭化成、2022年4月発行）242ページ・202ページとpdfファイル。

## 歴代社長
山本一元までは『日本官僚制総合事典：1868 - 2000』（秦郁彦編、東京大学出版会）による。
- 旭ベンベルグ絹絲
  - 野口遵：1931年5月 - 1943年4月

- 日窒化学工業
  - 野口遵：1943年4月 - 1944年1月
  - 堀朋近：1944年1月 - 1946年4月
- 旭化成工業
  - 堀朋近：1946年4月 - 1947年6月
  - 浜田茂享：1947年6月 - 1948年1月
  - 片岡武修:1949年1月 - 1961年7月
  - 宮崎輝：1961年7月 - 1985年6月
  - 世古真臣：1985年6月 - 1989年6月
  - 弓倉礼一：1989年6月 - 1997年6月
  - 山本一元：1997年6月 - 2001年1月
- 旭化成
  - 山本一元：2001年1月 - 2003年
  - 蛭田史郎：2003年 - 2010年
  - 藤原健嗣：2010年 - 2014年3月
  - 浅野敏雄：2014年4月 - 2016年
  - 小堀秀毅：2016年4月 - 2022年
  - 工藤幸四郎：2022年 -

## 事業会社

### マテリアル領域
- 旭化成株式会社（事業機能）：繊維、石油化学、樹脂[20]、高機能ポリマー、高機能マテリアルズ、消費財、セパレーター
- 旭化成エレクトロニクス株式会社：電子部品

### 住宅領域
- 旭化成ホームズ株式会社：住宅
- 旭化成建材株式会社：建材

### ヘルスケア領域
- 旭化成ファーマ株式会社：医薬
- 旭化成メディカル株式会社：医療
- ゾール・メディカル株式会社：クリティカルケア（米国の救命救急医療機器メーカーZOLL Medical）

### 関係会社
- ケミカル事業関係
  - 旭エスケービー株式会社
  - 旭化成エポキシ株式会社
  - 旭化成テクノプラス株式会社
  - 旭化成パックス株式会社
  - 旭化成ファインケム株式会社
  - 旭化成ホームプロダクツ株式会社「サランラップ」「ジップロック」「クックパー」「フロッシュ」「ズビズバ」などを発売。
  - 旭化成メタルズ株式会社
  - 旭化成ワッカーシリコーン株式会社
  - PSジャパン株式会社 - 出光興産との共同出資。出資比率は旭化成62.07%、出光興産37.93%。
  - カヤク・ジャパン株式会社 - 日本化薬との折半出資。
  - サンデルタ株式会社 - 長瀬産業との折半出資。
  - 日本エラストマー株式会社
  - 三菱ケミカル旭化成エチレン株式会社
- 繊維事業関係
  - 旭・デュポンフラッシュスパンプロダクツ株式会社
- その他
  - 旭化成アドバンス株式会社
  - 株式会社旭化成アビリティ
  - 旭化成アミダス株式会社
  - 旭化成エンジニアリング株式会社
  - 旭化成ネットワークス株式会社
  - 株式会社旭リサーチセンター
  - 旭有機材株式会社
  - 旭化成海外法人各社（アメリカ他多数）

### グループ関係会社
- 住宅セグメント（旭化成ホームズ関係）
  - 旭化成住工株式会社
  - 旭化成不動産レジデンス株式会社
  - 旭化成ホームズフィナンシャル株式会社
  - 旭化成リフォーム株式会社
- 住宅セグメント（旭化成建材関係）
  - 旭化成エクステック株式会社
  - 旭化成基礎システム株式会社
- 旭化成エレクトロニクス関係
  - 旭化成テクノシステム株式会社
  - 旭化成マイクロテクノロジ株式会社
  - 旭化成電子株式会社
  - 旭化成マイクロシステム株式会社
  - AKMテクノロジ株式会社
- 旭化成メディカル関係
  - 株式会社メテク
- ゾール・メディカル関係
  - 旭化成ゾールメディカル株式会社

### かつての関係会社
- 岡山化成株式会社：ダイソー（現在：大阪ソーダ）50%、旭化成ケミカルズ50%であったが、2012年に合弁解消。現在は大阪ソーダの完全子会社。
- 株式会社ケーブルメディアワイワイ：旭化成が50%出資で筆頭株主
- AJS株式会社：旧旭化成情報システム株式会社。TIS51%、旭化成49%。
- ハマナカ株式会社：旭化成と共業していた。旭化成ハマナカ手芸糸（後に旭化成ハマナカ手編み糸）としてCM放映していた。
- 株式会社エルオルト：旭化成グループ専用の旅行会社で、企業城下町を中心に展開され、従業員専用の福利厚生店舗が殆どだが、延岡市には一般客も利用可能な店舗も存在した。日本旅行66％、旭化成34％。日本旅行が完全子会社化された後に吸収合併され、一般客向け店舗は日本旅行ブランドに転換された。
- センコーグループホールディングス株式会社：旭化成が第2位の大株主。
- 株式会社ニッチツ - 旭化成が第2位の大株主
- 日本海水株式会社 - 旭化成が第2位の大株主（かつての子会社）
- ソルトホールディングス株式会社 - 旭化成が第2位の大株主
- 旭ダウ株式会社 - 旭化成（旧）とダウ・ケミカルの合弁会社。
- 旭チバ株式会社 - 旭化成（旧）とチバガイギーの合弁会社。後に完全子会社化され、旭化成エポキシ株式会社に。
- 山陽石油化学株式会社 - 旭化成ケミカルズに吸収合併され、解散。
- サランラップ販売株式会社 - 旧旭ダウ販売部門・旭化成（旧）ホームプロダクツ部門の後身。のちに旭化成ライフ&リビングへ吸収合併、現在の旭化成ホームプロダクツ。かつての製品は「ごみっこQ」「洗剤イヤ子さん」などが発売。
- 東洋醸造株式会社 - 旭化成酒類事業部と統合され、解散。
- 富久娘酒造株式会社 - 旧東洋醸造の酒造部門と事業統合となり「富久娘」「純金箔入り王国富久娘」「力正宗」「爛番娘」「天舞」「灘流儀」「ふく娘香りのお酒」などが発売された。現在はオエノンホールディングス傘下。
- 旭化成酒類事業部 - 旧東洋醸造の酒造部門と事業統合。「ウイスキー」「ウイスキーエクセレント（2級）」「ウイスキーエキストラ」「ウイスキーエキストラエノコミー」「ウイスキーゲート」「ウイスキーゴールデンキャップ」「ウイスキーゴールドリボン」「ウイスキーニューデラックス」「ウイスキーレアオールド」「マックスウイスキー」「マックスター」「ダンシングボトルウイスキー（1級）」「JBAジュピター（2級）」「ジュピター」「ジュピター・レアオールド」「ジュピター'80」「JBAバイロン（1級）」「バイロン」「JBAエース（2級）」「エース」「マイルドカセン（1級）」「源氏」「菊源氏」「ふるまち」「Sunday Bears」「チューハイハイリキ」「ハイリキ旬果搾り」「どんなもん大」「GENJI焼酎二〇度どんなもん大五㍑」「本命にじゅうまる」「純米・大神力」「WARU」「イヒ!果実のデュエット」「イヒ!PARTY」などか発売された。なお、「ハイリキ」および「旬果搾り」の商標権はアサヒビールに譲渡。
- 旭フーズ株式会社 - 戦前からグルタミン酸ソーダ「旭味」「ミタス」を展開（ライバルの味の素が独占していたが、他社への開放第一号となった）。食品事業を展開し「ザ・ハンバーグ」「なるほど・ザ・ハンバーグエクセレント」「OKハンバーグ」「ナイスハンバーグ」「ガストロハンバーグ」「セキセル」「たっぷりハニーコーン」「Newたっぷりハニーコーン」「お弁当スペシャル」「ジャーマンポテト」「野菜&パスタ」「惣菜用」「里いもの鶏そぼろ」「ひとくちチキポーク」「飲茶」「飯店」「点心坊」「点心名菜」「D・I・P」「ラ・スペシャリテ」「一般業務用商品」「自信満々」「調理済み凍菜」「お手頃パック」「おこわおにぎり」「GS香味中華」「ひとくちコロッケ」「レンジでお弁当!」「レンジでできたて」「レンジおとなの辛口」「和風スナック」「小分けパック」「ジャンボパック」「本日開店パン屋さん」「アミノサーファスト」「YFイースト」「フリップス」「珈琲」「カップポタージュ野菜畑」などが発売された。日本たばこ産業（JT）に事業譲渡。現在はテーブルマークの一部門。
- サンバーグ株式会社 - 冷凍食品事業を展開し「冷凍ハンバーグ」「冷凍ベーカリー」「ミートボール」「エビボール」「ボーニック」「シューマイ」「チーズ入りメンチミニ」「ハンバーグゆかいななかま」「おべんとう用ミートカツミニ」などが発売された。旭フーズと同時に日本たばこ産業（JT）に事業を譲渡される。
- 明星旭フレッシュ株式会社：（1989年に旭化成両社折半の出資でチルド食品事業の合弁を目的として設立したが、1993年に合弁を解消された）。チルド食品を展開し「焼うどん」「冷したぬきうどん」「仕込うどん」「なめらか蕎麦」「釜出ししっかりうどん」「釜出し太打ちうどん」「釜出しそば」「平打ち蕎麦」「水沢風うどん」「鍋焼きつねうどん」「鍋焼きてんぷらうどん」「水沢風ざるうどん」「水で切る!」「ラーメン亭」「がんこのれん」「大入り焼そば」「冷したぬきそば」「中華三昧」などが発売された。現在は日清食品ホールディングス（NISSIN）の子会社。
- スカイネットアジア航空株式会社（SNA）：旭化成が株式を一部保有。現・ソラシドエア。
- 富士チタン工業株式会社 - 現在は石原産業株式会社の子会社。
- チッソ旭肥料株式会社：元は旧新日本窒素肥料との化学肥料共販会社。2009年に三菱化学系の三菱化学アグリと合併し、ジェイカムアグリとなる。旭化成ケミカルズが第3位の株主。
- 旭化成サービス株式会社 - かつて宮崎県延岡市と都城市にあった百貨店。通称「旭サービス」。
- 旭ジャスコ株式会社 - 延岡ニューシティーショッピングセンター（現在：イオン延岡ショッピングセンター）や周辺地域のマックスバリュ数店舗を運営していた。1999年8月に九州ジャスコ（現在：イオン九州）に吸収合併。
- 旭化成アイミー株式会社 - コンタクトレンズの販売会社。2010年12月1日付けで全事業をアイミー株式会社に引き継ぎ、現在はマレーシアのスーパーマックス・グループ傘下。
- チッソ株式会社 - 日本窒素肥料株式会社の後身企業。事業会社としてはJNC。
- 積水化学工業株式会社 - 旭化成が筆頭株主。
- 積水化成品工業株式会社 - 旭化成ケミカルズが第9位の株主。
- 旭化成ケミカルズ株式会社 - 元事業会社。2016年4月1日付で旭化成株式会社が吸収合併。
- 旭化成せんい株式会社 - 元事業会社。2016年4月1日付で旭化成株式会社が吸収合併。
- 旭化成イーマテリアルズ株式会社 - 元事業会社。2016年4月1日付で旭化成株式会社が吸収合併。
- 旭化成ジオテック株式会社 - 2016年7月1日付で旭化成アドバンス株式会社が吸収合併。

### 同根企業
- チッソ（現在：JNC）
- 積水化学
- 積水ハウス
- 信越化学
- センコーグループホールディングス（旭化成と積水2社の大株主でもある）
- 日本ガス（鹿児島市の都市ガス事業者）

いずれも「日本窒素肥料」（日窒コンツェルン）が母体である。

## 不祥事

### 所得隠し
2012年7月、大阪国税局が行った税務調査により、2011年3月期までの5年間で総額約10億5000万円の申告漏れ（うち約1億5000万円は意図的な所得隠し）を指摘されていたことが明らかとなった。旭化成は全額を納付し「一部に見解の相違があったが指導に従った」とコメントした。

### 虚偽データ問題（マンション傾斜問題）
2015年10月、旭化成100%子会社であり、建築材料の製造販売を行う旭化成建材は、二次下請として施工した神奈川県横浜市都筑区のマンションの基礎工事の際に行った地盤調査のデータを偽装していたと認め、謝罪した。この問題で旭化成が同月14日調査委員会を発足させ、同一の責任者が関わった9都県の41件の書類をチェックし公表すると発表した。
11月2日から国土交通省が建設業法違反の疑いで旭化成建材本社に立ち入り検査を行った。旭化成建材は過去10年間に施工した杭打ち工事3,040件のデータに改竄があったかどうか調査した。このうち2,376件を調査した段階で266件に偽装が見つかったとして、旭化成副社長の平居正仁は偽装を見落としたことについて11月13日に謝罪した。2015年11月6日の2016年3月期第2四半期決算説明会で旭化成はこの問題の影響で建材事業の売上高と営業利益の予想を下方修正した。

### 社員による条例違反容疑
2020年2月20日、京都市東山区在住の基盤マテリアル事業本部MMA事業部課長が、同区祇園の電柱に中国語で書かれたビラを市に無許可で貼り付けたとして、翌21日に同市の屋外広告物条例違反の容疑で京都府警察に逮捕された。

## スポーツ

### 旭化成柔道部
1951年（昭和26年）創設の柔道部は、全日本実業団体対抗大会を11回制した。
オリンピックでは上村春樹、中村兼三、内柴正人、大野将平、永瀬貴規と5人の金メダリストを輩出したのを初め、13人で延べ18回の出場を果たしている。2000年シドニー五輪の100kg超級銀メダルの篠原信一も旭化成の所属であった。また、2004年アテネ五輪の銀メダリスト泉浩も明治大学卒業後旭化成入りした。また2010年世界選手権81kg級銅メダルの高松正裕（現在は桐蔭学園高教員）も以前は所属しており、所属時代に2004年アテネ五輪及び2005年世界選手権73kg級で出場している。

### 旭化成陸上部
1946年（昭和21年）に創設。全日本実業団対抗駅伝競走大会（ニューイヤー駅伝）で歴代最多26回の優勝を果たしている（2025年現在）。
男子マラソン選手では、1991年世界陸上東京大会で優勝し金メダルを獲得した谷口浩美、1992年バルセロナオリンピック銀メダリストの森下広一、1999年世界陸上セビリア大会銅メダリストの佐藤信之を始め、宗茂・宗猛兄弟や児玉泰介、川嶋伸次などが所属した。女子マラソン選手では千葉真子、宮原美佐子、安部友恵などが所属した。陸上部の拠点は旭化成の主要工場がある宮崎県延岡市にある。

### スポンサード
自動車ラリーへの協賛
自動車事業の拡大に合わせ、2018年にWRC（世界ラリー選手権）でオフィシャルパートナーシップを締結しており、欧州イベントで同社の看板を目にすることができる。

## テレビ番組
- 日経スペシャル ガイアの夜明け 中国“水の危機”を救え!～海を渡る日本のエコ技術～（2006年12月5日、テレビ東京）[35] - 中国の汚水処理分野への取組を取材。

## 提供番組

### テレビ

#### 現在
- 延岡西日本マラソン（テレビ宮崎）
- HEBEL HAUS MUSEUM 新美の巨人たち（テレビ東京系列、HEBEL HAUS名義）
- BSフジLIVE プライムニュース（BSフジ）
- クイズ!脳ベルSHOW（BSフジ）

#### 過去
- スター千一夜（フジテレビ系列、一社提供）
- なるほど!ザ・ワールド（フジテレビ系列、一社提供）
- メトロポリタンジャーニー（フジテレビ系列、一社提供）
- 月9ドラマ（フジテレビ系列）
- 超潜入!リアルスコープHYPER（フジテレビ系列）
- おーい!ひろいき村（フジテレビ系列）
- 日9ドラマ（フジテレビ系列）
- ヘーベルハウス劇場（テレビ東京系列、ヘーベルハウス名義）
  - ふるさと再生 日本の昔ばなし（2012年4月 - 2017年3月）
  - ふるさとめぐり 日本の昔ばなし（2017年4月 - 2018年3月）
  - ふるさと 日本の昔ばなしセレクション（2018年4月 - 2019年9月）
- ミライ☆モンスター（フジテレビ系列）
- 土曜プレミアム（フジテレビ系列）
- めざましテレビ（フジテレビ系列）
- FNN Live News α（フジテレビ系列）

### ラジオ
- ぴよぴよ大学（ラジオ東京）

## 主な出身者
- 曽川泉 - 元宮崎県門川町長
- 米沢隆 - 元民社党委員長
- 津村重光 - 元宮崎市長
- 中曽根弘文 - 参議院議員
- 亀井郁夫 - 元参議院議員
- 武田邦彦 - 中部大学教授
- 平田健二 - 元参議院議長
- 川久保玲 - ファッションデザイナー
- 吉野彰 - 化学者。リチウムイオン二次電池発明。2019年ノーベル化学賞受賞。